# 오이시 아쓰토
오이시 아쓰토(일본어: 大石 篤人, 1976년 10월 24일 ~ )는 일본의 전 축구 선수이다.

## 구단 경력
1999년 J2리그의 방포레 고후에 입단하였다. 1999년후 현역 은퇴.

## 지도자 경력
2014년 후지에다 MYFC의 코치으로 취임하였다. 2015년부터 2018년까지 후지에다 MYFC에서 감독을 맡았다. 2019년 반라우레 하치노헤의 감독으로 취임하였다.